# ای‌ای‌اوان
ای‌ای‌اوان (انگلیسی: AAON) شرکت تجهیزات الکتریکی آمریکایی است، که در سال ۱۹۸۸ تأسیس شد.